# Amaury Cordeel
Amaury Cordeel (Temse, Bélgica, 9 de julio de 2002), es un piloto de automovilismo belga. En 2018 ganó el Campeonato de España de F4 con el equipo MP Motorsport, Actualmente compite en el Campeonato de Fórmula 2 de la FIA con el equipo Van Amersfoort Racing.

## Resumen de carrera
| Temporada | Categoría                               | Equipo                  | Carreras     | Victorias    | Poles        | VR           | Podios       | Puntos       | Pos.         |
| --------- | --------------------------------------- | ----------------------- | ------------ | ------------ | ------------ | ------------ | ------------ | ------------ | ------------ |
| 2017      | Campeonato Francés de F4                | FFSA Academy            | 21           | 0            | 0            | 0            | 0            | 6            | 16.º         |
| 2017-18   | Campeonato de EAU de Fórmula 4          | Dragon Motopark F4      | 17           | 1            | 0            | 1            | 3            | 120          | 8.º          |
| 2018      | Campeonato de Italia de Fórmula 4       | BWT Mücke Motorsport    | 6            | 0            | 0            | 0            | 0            | 0            | 31.º         |
| 2018      | Campeonato de Italia de Fórmula 4       | Alma Racing             | 3            | 0            | 0            | 0            | 0            | 0            | 31.º         |
| 2018      | ADAC Fórmula 4                          | ADAC Berlin-Brandenburg | 9            | 0            | 0            | 0            | 0            | 0            | 23.º         |
| 2018      | SMP Fórmula 4                           | MP Motorsport           | 12           | 2            | 1            | 2            | 4            | 107          | 8.º          |
| 2018      | Campeonato de España de F4              | MP Motorsport           | 17           | 4            | 4            | 6            | 12           | 208          | 1.º          |
| 2019      | Eurocopa de Fórmula Renault             | MP Motorsport           | 20           | 0            | 0            | 0            | 0            | 27           | 15.º         |
| 2019      | Campeonato Asiático de F3 Winter Series | Pinnacle Motorsport     | 5            | 0            | 0            | 0            | 0            | 22           | 10.º         |
| 2019-20   | Campeonato Asiático de F3               | MP Motorsport           | 3            | 0            | 0            | 0            | 0            | 0            | NC†          |
| 2020      | Eurocopa de Fórmula Renault             | FA Racing               | 19           | 0            | 0            | 0            | 0            | 33           | 15.º         |
| 2020      | Toyota Racing Series                    | Kiwi Motorsport         | 0            | 0            | 0            | 0            | 0            | 0            | NC           |
| 2021      | Campeonato de Fórmula 3 de la FIA       | Campos Racing           | 20           | 0            | 0            | 0            | 0            | 0            | 23.º         |
| 2022      | Campeonato de Fórmula 2 de la FIA       | Van Amersfoort Racing   | 26           | 0            | 0            | 1            | 0            | 26           | 17.º         |
| 2023      | Campeonato de Fórmula 2 de la FIA       | Invicta Virtuosi Racing | 26           | 0            | 0            | 0            | 0            | 8            | 20.º         |
| 2024      | Campeonato de Fórmula 2 de la FIA       | Hitech Pulse-Eight      | 28           | 0            | 0            | 0            | 0            | 39           | 17.º         |
| 2025      | Campeonato de Fórmula 2 de la FIA       | Rodin Motorsport        | Disputándose | Disputándose | Disputándose | Disputándose | Disputándose | Disputándose | Disputándose |
| Fuente:   |                                         |                         |              |              |              |              |              |              |              |

## Resultados

### Campeonato de Fórmula 3 de la FIA
(Clave) (negrita indica pole position) (cursiva indica vuelta rápida puntuable)

| Año  | Escudería     | 1   | 1   | 1   | 2   | 2   | 2   | 3   | 3   | 3   | 4   | 4   | 4   | 5   | 5   | 5   | 6   | 6   | 6   | 7   | 7   | 7   | Pos. | Puntos | Ref.  |
| ---- | ------------- | --- | --- | --- | --- | --- | --- | --- | --- | --- | --- | --- | --- | --- | --- | --- | --- | --- | --- | --- | --- | --- | ---- | ------ | ----- |
| 2021 | Campos Racing | BAR | BAR | BAR | LEC | LEC | LEC | SPI | SPI | SPI | BUD | BUD | BUD | SPA | SPA | SPA | ZAN | ZAN | ZAN | SOC | SOC | SOC | 23.º | 0      | [ 4 ] |
| 2021 | Campos Racing | 26  | 16  | 25  | 27  | 24  | 25  | 22  | 11  | 18  | 19  | Ret | 26  | 17  | Ret | Ret | 23  | Ret | 12  | 21  | C   | 16  | 23.º | 0      | [ 4 ] |

### Campeonato de Fórmula 2 de la FIA
(Clave) (negrita indica pole position) (cursiva indica vuelta rápida puntuable)

| Año   | Escudería               | 1   | 1   | 2   | 2   | 3   | 3   | 4   | 4   | 5   | 5   | 6   | 6   | 7   | 7   | 8   | 8   | 9   | 9   | 10  | 10  | 11  | 11  | 12  | 12  | 13  | 13  | 14  | 14  | Pos. | Puntos | Ref.  |
| ----- | ----------------------- | --- | --- | --- | --- | --- | --- | --- | --- | --- | --- | --- | --- | --- | --- | --- | --- | --- | --- | --- | --- | --- | --- | --- | --- | --- | --- | --- | --- | ---- | ------ | ----- |
| 2022  | Van Amersfoort Racing   | SAK | SAK | YED | YED | IMO | IMO | BAR | BAR | MON | MON | BAK | BAK | SIL | SIL | SPI | SPI | LEC | LEC | BUD | BUD | SPA | SPA | ZAN | ZAN | MNZ | MNZ | YMC | YMC | 17.º | 26     | [ 5 ] |
| 2022  | Van Amersfoort Racing   | 17  | 15  | Ret | WD  | DNS | 17  | 19  | 15  | 17  | Ret | 13  | Ret | EX  | EX  | 18  | 18  | Ret | 15  | 13  | 17  | 18  | 17  | 12  | 6   | 15  | 7   | 5   | 6   | 17.º | 26     | [ 5 ] |
| 2023  | Invicta Virtuosi Racing | SAK | SAK | YED | YED | MEL | MEL | BAK | BAK | MON | MON | BAR | BAR | SPI | SPI | SIL | SIL | BUD | BUD | SPA | SPA | ZAN | ZAN | MNZ | MNZ | YMC | YMC |     |     | 20.º | 8      | [ 6 ] |
| 2023  | Invicta Virtuosi Racing | 21  | 15  | 19  | 20  | 12  | 13  | 9   | 19  | Ret | NC  | 17  | 19  | 15  | 17  | 16  | Ret | 19  | 21  | Ret | 15  | 16  | 8   | Ret | 8   | 17  | 16  |     |     | 20.º | 8      | [ 6 ] |
| 2024  | Hitech Pulse-Eight      | SAK | SAK | YED | YED | MEL | MEL | IMO | IMO | MON | MON | BAR | BAR | SPI | SPI | SIL | SIL | BUD | BUD | SPA | SPA | MNZ | MNZ | BAK | BAK | LUS | LUS | YMC | YMC | 17.º | 39     | [ 7 ] |
| 2024  | Hitech Pulse-Eight      | Ret | Ret | Ret | 5   | 16  | 11  | 4   | Ret | 14  | Ret | 14  | 8   | 18  | 7   | 15  | 15  | 20  | Ret | 11  | 8   | 12  | 18  | 18  | 12  | 16  | 7   | 13  | 8   | 17.º | 39     | [ 7 ] |
| 2025* | Rodin Motorsport        | MEL | MEL | SAK | SAK | YED | YED | IMO | IMO | MON | MON | BAR | BAR | SPI | SPI | SIL | SIL | SPA | SPA | BUD | BUD | MNZ | MNZ | BAK | BAK | LUS | LUS | YMC | YMC | 18.º | 2      | [ 8 ] |
| 2025* | Rodin Motorsport        | 15  | C   | 11  | 13  | 14  | 15  | 20  | 15  | 14  | 8   | 10  | 13  | 13† | Ret | 19  | 17  |     |     |     |     |     |     |     |     |     |     |     |     | 18.º | 2      | [ 8 ] |

- * Temporada en progreso.